# Samuel Blodgett
Samuel Blodgett (a volte scritto Blodget, e, talvolta, Samuel Blodgett Sr.; Woburn, 1º aprile 1724 – Manchester, 1º settembre 1807) è stato un avvocato e imprenditore statunitense, fondatore della città di Manchester, nel New Hampshire.
Come avvocato, Blodgett servì da mediatore tra le parti nella Pine Tree Riot, ottenendo,nel 1772, un accordo dai proprietari di mulini contrari alla Corona inglese che lo avevano assunto per rappresentare la loro causa contro il governatore realista del New Hampshire John Wentworth. Durante la guerra d'indipendenza americana fu un fermo sostenitore della causa dei patrioti indipendentisti.
Nel 1807, Blodgett costruì un canale intorno alle cascate Amoskeag per aiutare la navigazione del fiume Merrimack. Nel 1810, spinse per la ridenominazione della piccola città rurale di Derryfield, nel New Hampshire, in Manchester, in onore dell'onomonima città inglese, noto centro di produzione tessile. La ridenominazione della città, per volere di Blodgett, coincise con la fondazione della Amoskeag Mills da parte del suo amico e collega industriale Benjamin Prichard. Gli stabilimenti, gli uffici e gli altri immobili della società e la piccola cittadina rurale si sarebbero tra loro fusi in un'unica città che sarebbe diventata la più popolosa dello stato del New Hampshire.

## Famiglia
Suo figlio, Samuel Blodgett, Jr., fu importante nella fondazione di Washington, DC. Dopo aver prestato servizio nello staff di George Washington durante la guerra d'indipendenza, Samuel Jr. divenne presidente della commissione incaricata di costruire la capitale. Fu inoltre finanziatore degli edifici del Campidoglio degli Stati Uniti e della Casa Bianca.
Altri suoi discendenti sono: Henry Williams Blodgett, un giudice federale degli Stati Uniti, e Rufus Blodgett, un senatore degli Stati Uniti per lo stato del New Jersey.